# Silimakuta (Tinada)
Silimakuta is een bestuurslaag in het regentschap Pakpak Bharat van de provincie Noord-Sumatra, Indonesië. Silimakuta telt 746 inwoners (volkstelling 2010).